# Le Grand-Lucé
 Le Grand-Lucé  es una población y comuna francesa, situada en la región de Países del Loira, departamento de Sarthe, en el distrito de La Flèche y cantón de Le Grand-Lucé.

## Demografía
| 1685 | 1694 | 1746 | 1792 | 1961 | 1933 |
| Para los censos de 1962 a 1999 la población legal corresponde a la población sin duplicidades (Fuente: INSEE [Consultar]) |      |      |      |      |      |